# Vítor Emanuel III da Itália
Vítor Emanuel III (Nápoles, 11 de novembro de 1869 – Alexandria, 28 de dezembro de 1947), nascido Vítor Emanuel Fernando Maria Januário de Sabóia (em italiano: Vittorio Emanuele Ferdinando Maria Gennaro di Savoia), foi Rei da Itália de 29 de julho de 1900 até sua abdicação em 9 de maio de 1946. Membro da Casa de Sabóia, também reinou como Imperador da Etiópia (1936–1941) e Rei dos Albaneses (1939–1943). Durante o seu reinado de quase 46 anos, que começou após o assassinato de seu pai Humberto I, o Reino da Itália envolveu-se em duas guerras mundiais. O seu reinado também abrangeu o nascimento, ascensão e queda do regime fascista na Itália.
Os primeiros quatorze anos do reinado de Vítor Emanuel foram dominados pelo primeiro-ministro Giovanni Giolitti, que se concentrou na industrialização e aprovou várias reformas democráticas, como a introdução do sufrágio universal masculino. Na política externa, a Itália de Giolitti distanciou-se dos colegas membros da Tríplice Aliança (Império Alemão e Áustria-Hungria) e colonizou a Líbia após a Guerra Ítalo-Turca. Giolitti foi sucedido por Antonio Salandra, Paolo Boselli e Vittorio Emanuele Orlando. A Primeira Guerra Mundial trouxe a vitória italiana sobre o Império Habsburgo e a anexação das províncias de língua italiana de Trento e Trieste. Por esta razão, Vítor Emanuel foi rotulado como o “Rei da Vitória”. Na prática, os tratados de paz não conseguiram dar à Itália todos os territórios prometidos no Tratado de Londres de 1915. Os nacionalistas italianos protestaram contra o que definiram como uma "vitória mutilada", exigiram a anexação de territórios na Dalmácia e ocuparam temporariamente a cidade de Fiume sem consentimento real.
Durante o início da década de 1920, vários primeiros-ministros com mandatos curtos, incluindo o respeitado Giolitti, que cumpria um quinto mandato sem precedentes como primeiro-ministro, não conseguiram unificar o país face ao crescente movimento fascista italiano. Fortalecido pela crise económica que o país enfrenta, o Partido Nacional Fascista liderou a Marcha sobre Roma, e nomeou Benito Mussolini como primeiro-ministro. Vítor Emanuel permaneceu em silêncio sobre os abusos políticos internos da Itália fascista e aceitou as coroas adicionais do Imperador da Etiópia em 1936 e do Rei da Albânia em 1939 como resultado do imperialismo italiano sob o fascismo. Quando a Segunda Guerra Mundial estourou em 1939, Vítor Emanuel aconselhou Mussolini a não entrar na guerra. Em junho de 1940, ele cedeu e concedeu a Mussolini amplos poderes para entrar e conduzir a guerra.
No meio da invasão aliada da Itália em 1943, Vítor Emanuel depôs Mussolini e assinou o armistício de Cassibile com os Aliados em setembro de 1943. Diante da iminente represália alemã (Operação Achse), ele e o governo fugiram para Brindisi enquanto os alemães estabeleciam a República Social Italiana como um estado-fantoche no norte da Itália. Ele mudou de lado e declarou guerra à Alemanha em outubro. Ele lutou constantemente com o comando aliado. Sob pressão dos Aliados, Vítor Emanuel transferiu a maior parte dos seus poderes para o seu filho em junho de 1944, encerrando efetivamente o seu envolvimento na guerra e no governo da Itália.  Vítor Emanuel abdicou oficialmente do trono em 1946 em favor de seu filho, que se tornou o rei Humberto II. Vítor Emanuel esperava fortalecer o apoio à monarquia contra um referendo bem-sucedido para aboli-la.
Após o referendo institucional italiano de 1946, Vítor Emanuel exilou-se em Alexandria, onde morreu e foi sepultado no ano seguinte na Catedral de Santa Catarina, em Alexandria. Em 2017, seus restos mortais foram devolvidos para descansar na Itália após um acordo entre os presidentes Sergio Mattarella e Abdul Fatah Khalil Al-Sisi. Vítor Emanuel também foi chamado de Sciaboletta ("pequeno sabre") por alguns italianos.

## Primeiros anos

### Nascimento e educação

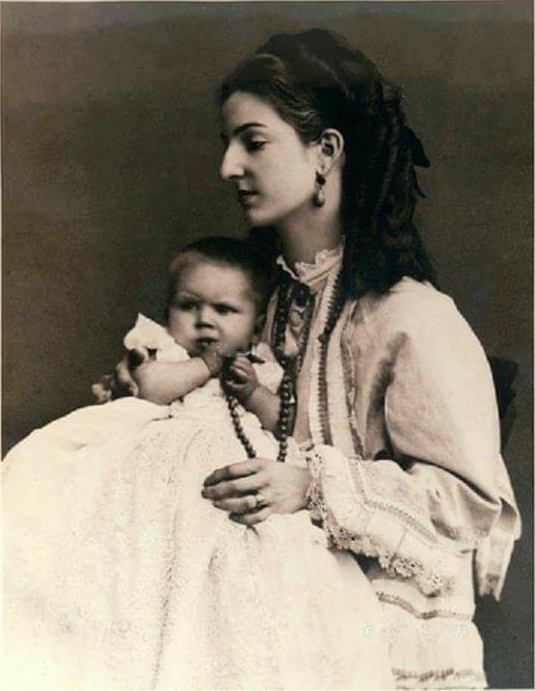
Vítor Emanuel com a sua mãe em 1871.

Vítor Emanuel nasceu no dia 11 de novembro de 1869 em Nápoles, no Reino da Itália, filho do rei Humberto I e de sua esposa, Margarida de Saboia. Desde o nascimento até a sua ascensão, Vítor Emanuel foi conhecido pelo título de Príncipe de Nápoles. Seus pais eram primos-irmãos e a saúde frágil e pequena estatura de Vítor Emanuel (tinha apenas 1.53 m de altura) foi atribuida à endogamia recorrente na Casa de Saboia. 
Ele cresceu privado do afeto de seus pais, que não se davam bem. Vítor Emanuel era inseguro com deficiências físicas ao ponto de chegar a declarar a mãe, quando esta lhe propôs uma caminhada por Roma: E onde queres ir para ser vista com um anão? Aos doze anos, ele foi confiado aos cuidados do coronel Egidio Osio, que havia sido adido militar na embaixada italiana em Berlim. Um homem muito duro, imperioso e acostumado a ordens, ele deu ao príncipe uma educação prussiana. Parece que, assim que foi instalado, disse a Vítor Emanuel: Lembramos ao filho de um rei, como ao filho de um sapateiro, o quão burro ele é quando ele é um burro. Alguns tutores apontaram que a severidade de Osio teve efeitos nocivos no caráter do futuro soberano, tornando-o ainda mais ansioso e introvertido.

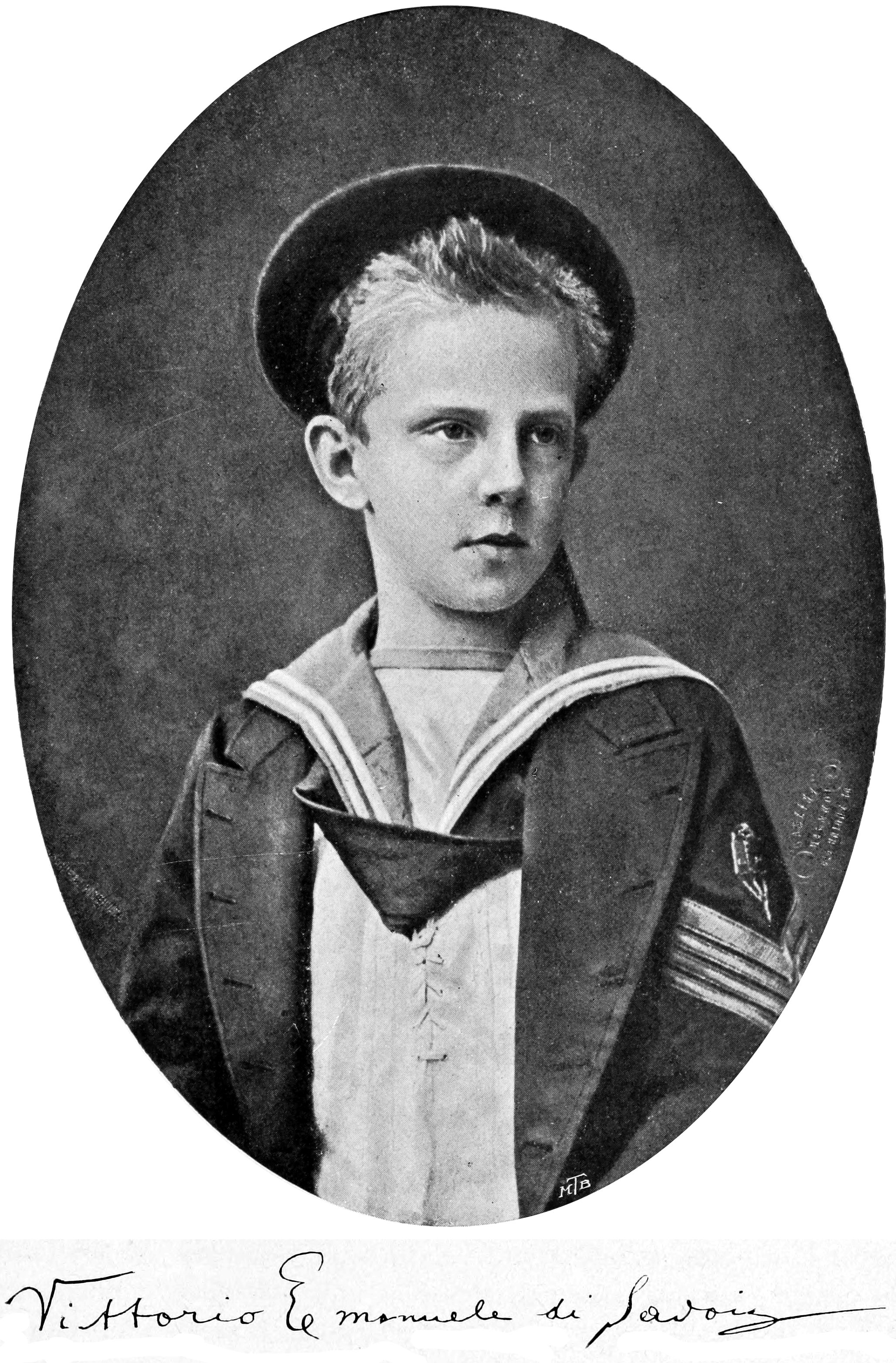
Vítor Emanuel quando criança em 1877.

Vítor Emanuel apreciava William Shakespeare, falava quatro línguas, incluindo piemontês e napolitano, mas não gostava de ir ao teatro ou a concertos. Teve uma educação cuidadosa que completou com longas viagens ao exterior. Isso incluiu, entre outras coisas, a frequência à prestigiosa Escola Militar Nunziatella em Nápoles (1881-1884), depois à Escola Militar de Modena (1884-1886) e finalmente à Escola de Guerra (1886-1889), onde obteve a patente de segundo-tenente de infantaria em 1886. Elevado à patente real, adquiriu o hábito de assistir às sessões inaugurais da Academia Nacional dos Linces, bem como a outras associações de interesse científico. Entre todas as suas paixões, no campo cultural, destacam-se, entre outras, a numismática, a história e a geografia; o seu conhecimento nestes domínios era reconhecido internacionalmente (escreveu um tratado sobre a moeda italiana, o Corpus Nummorum Italicorum). Em várias ocasiões, Vítor Emanuel foi chamado, em virtude dos seus conhecimentos no setor geográfico, como mediador em tratados de paz e disputas de fronteiras, como quando, em 1887, foi chamado para mediar o litígio territorial da Ilha de Clipperton, entre a França e o México.

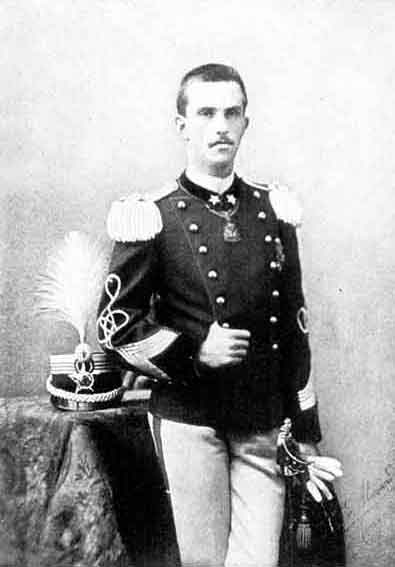
Vítor Emanuel em uniforme militar, c. 1890.

Aos vinte anos, Vítor Emanuel iniciou uma efêmera carreira militar. Para treiná-lo para o comando, foi designado para o primeiro regimento de infantaria King de Nápoles, onde permaneceu por cinco anos (1889-1894). Primeiro, em 1889, foi major de infantaria, tornando-se coronel em 1890. Tendo atingido a maioridade e tendo a mesma patente de seu tutor, despediu-se do coronel Osio, com quem, no entanto, manteve uma correspondência quase diária. Obteve rápida promoção a major-general em 1892, depois a tenente-general em 1894. Foi comandante da divisão de Florença entre 1894 e 1897, depois comandante do 10º corpo de exército em Nápoles de 1897 a 1900. Em Nápoles, ele estabeleceu uma amizade com o príncipe Nicolau Brancaccio, que conseguiu superar a timidez do jovem Vítor Emanuel, introduzindo-o à vida noturna napolitana de atrizes teatrais e hospedadoras pouco "respeitáveis".
Este período napolitano foi talvez o mais feliz da vida do jovem. Teve várias amantes, incluindo a baronesa Marie Barracco (com quem teria tido uma filha), mesmo que sua preferência fosse por atrizes e bailarinas. Em sua carreira militar, ele demonstrou uma rigidez beirando a obsessão. Como ele escreveu em suas cartas a Osio, isso o tornou uma verdadeira bête noire para seus subordinados: Meu pelotão de cadetes oficiais atingiu o número de 104 alunos; rapidamente, eles eram 103 porque expulsei um por ter roubado um companheiro. Estou convencido da necessidade de assustá-los em seus começos. Vítor Emanuel mostrou as habilidades de um oficial e era meticuloso, um bom conhecedor de assuntos militares.
Nomeado general, ele criticou a campanha africana entre 1895 e 1896. Ele também zombou do general Joseph Ottolenghi de Sabbioneta, que era ainda mais exigente do que ele e que nunca perdia a oportunidade de dar o exemplo de qualquer possível falta de forma. Vítor Emanuel o chamava de apelidos como "José, o Hebreu" ou "Pobre Macabeu", mostrando seu desdém por seu superior com alusões bíblicas que não tinham necessariamente um significado antissemita.

### Casamento
A questão do casamento do jovem príncipe tornou-se uma questão de extrema preocupação para seus pais. Nenhum Saboia havia atingido o limiar dos vinte e cinco anos de idade ainda solteiro, mas Vítor não demonstrava intenção de se casar. Isso se tornou um caso de importância internacional dentro da Tríplice Aliança, da qual a Itália fazia parte: o próprio imperador Guilherme II da Alemanha se interessou pelo caso e, aproveitando uma visita de Vítor a Berlim, confrontou o jovem príncipe de frente, repreendendo-o: Por que você não decide tomar uma esposa? e naquele momento o príncipe, mesmo sendo tão jovem, mostrou toda a sua teimosia, enfrentando-o e dizendo-lhe para não se intrometer em seus assuntos.
A corte italiana fez uma tentativa de arranjar um noivado com a princesa Maud de Gales, filha do príncipe de Gales e neta da rainha Vitória do Reino Unido, mas as negociações falharam devido à oposição da rainha Margarida, que, mostrando-se ainda mais intransigente que o papa Leão XIII, queria que a moça renunciasse à sua fé anglicana antes do casamento com seu filho. Alguns, incluindo o ministro Benedetto Brin, suspeitavam que a questão religiosa era uma desculpa e que na realidade a rainha italiana não desejava ser ofuscada pela célebre beleza de Maud. Tentativas de compromisso com as princesas Luísa da Dinamarca ou Feodora de Schleswig-Holstein chegaram a serem discutidas, mas, devido à oposição do próprio príncipe herdeiro, nenhuma foi concretizada. Na verdade, Vítor Emanuel não queria ouvir falar de casamentos arranjados, especialmente porque, segundo ele, via o resultado dessas uniões (muitas vezes entre parentes de sangue) todas as manhãs em frente ao espelho.

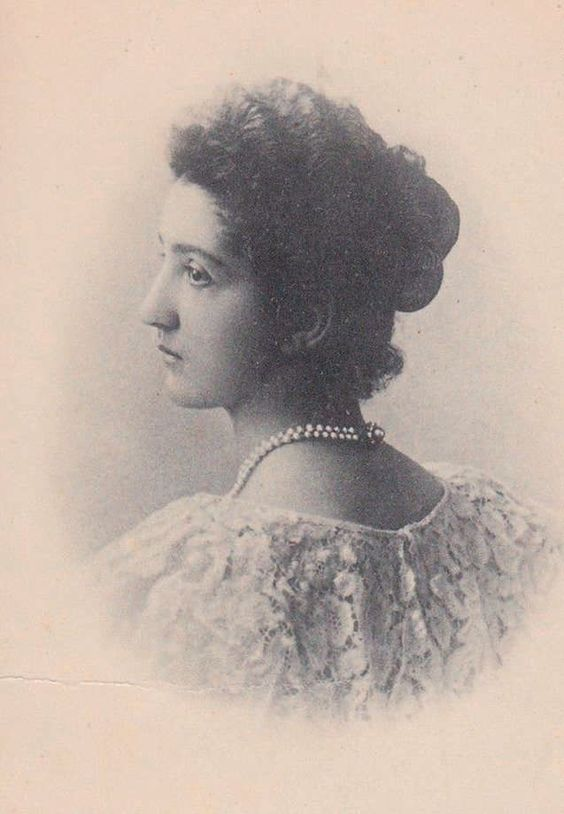
A princesa montenegrina Helena Petrović-Njegoš.

Para evitar o risco de consanguinidade e trazer 'sangue novo' à Casa de Saboia, que, durante duas gerações, tinha protagonizado uniões entre primos de primeiro grau, um casamento foi arranjado entre o príncipe de Nápoles, de vinte e sete anos, e uma princesa montenegrina, Helena Petrović-Njegoš, cuja família estava intimamente ligada, por laços políticos e familiares, a corte russa. Ao mesmo tempo, um casamento com um membro da mais antiga família nativa de príncipes balcânicos, apesar da relativa pobreza e inferioridade da linhagem, se comparada à de Saboia, fortaleceria a política italiana nas regiões além do Adriático. No entanto, havia muitos na corte e nos círculos políticos que demonstraram desaprovação para com a união, considerando que os Saboia eram a dinastia europeia mais antiga depois dos Hohenzollern, enquanto o pai da noiva, Nicolau I de Montenegro, provinha de uma dinastia recente e menos relevante.
O noivado entre Vítor e Helena foi uma verdadeira "conspiração", da qual participaram praticamente todas as casas reais europeias, e o único que desconhecia era o próprio jovem príncipe. O primeiro encontro entre os dois ocorreu em Veneza, em 1895, durante a inauguração da Exposição Internacional de Arte. Por segurança, Helena fora acompanhada por sua irmã Ana, caso o príncipe preferisse uma à outra. No entanto, a preferência do príncipe foi para Helena, que conseguiu impressioná-lo com sua beleza eslava e seus olhos de "galeza ferida". O segundo encontro entre os dois ocorreu treze meses depois, em Moscou, durante as celebrações da coroação do imperador Nicolau II da Rússia, e finalmente o jovem Vítor Emanuel mostrou-se verdadeiramente interessado na jovem Helena, tanto que decidiu contar aos seus pais sobre isso. Naturalmente, o príncipe não sabia nada sobre a conspiração contra ele e temia que Humberto e Margarida ficassem zangados com sua paixão. Em vez disso, para grande surpresa do prícipe, seus pais não só não ficaram zangados, mas ficaram tão felizes que até o abraçaram em um raro momento de ternura.
Em junho do ano de 1896, o rei Humberto I instruiu o embaixador em Viena, Costantino Nigra, a fazer contato com o pai de Helena, naquele momento de passagem para a corte dos Habsburgos, para concluir o noivado. Apesar de momento político delicado e certa resistência da mãe de Helena, contrária à abjuração da filha do cristianismo ortodoxo para a conversão ao catolicismo romano, necessária para o casamento, as negociações foram bem sucedidas. A Rússia também favoreceu as negociações, interessado em dificultar as relações entre a Itália e a Áustria-Hungria, sempre tensas, também no que diz respeito ao controle do Adriático. Em agosto de 1896  Vítor Emanuel embarcou no iate Gajola para pedir oficialmente a mão da princesa.
Realizadas as núpcias, Helena deixou definitivamente Montenegro, embarcando no cruzador Savoia em 19 de outubro de 1896; chegou à Itália já convertida à religião católica. O casamento foi celebrado em Roma no dia 24, na Basílica Santa Maria. O casal se estabeleceu primeiro em Florença, no Palazzo della Meridiana, e depois, após a transferência de Vítor Emanuel para o comando de um batalhão do exército em Nápoles, no Palácio Capodimonte. O casal teve cinco filhos:

Os quatro filhos mais velhos de Vítor Emanuel em 1908. Em sentido horário: Iolanda, Joana, Mafalda e Humberto.

1. Iolanda de Saboia (1 de junho de 1901 - 16 de novembro de 1986), casada com Giorgio Carlo Calvi, Conde de Bergolo; com descendência;
2. Mafalda de Saboia (2 de novembro de 1902 - 27 de agosto de 1944), casada com Filipe de Hesse-Cassel, neto do imperador Frederico III da Alemanha e membro Partido Nazista; com descendência. Mafalda foi presa Gestapo e levada para o campo de concentração de Buchenwald, na Alemanha; Após um bombardeio pelas tropas aliadas, Mafalda ficou gravemente ferida e, devido a uma infecção no braço, tiveram de amputar o membro da princesa, que levou à sua morte, aos 41 anos;
3. Humberto II da Itália (15 de setembro de 1904 - 18 de março de 1983), o último rei da Itália entre maio e junho de 1946, casado com a princesa Maria José da Bélgica; com descendência. É o pai do atual pretendente ao trono italiano, Vítor Emanuel, Príncipe de Nápoles;
4. Joana de Saboia (13 de novembro de 1907 - 26 de fevereiro de 2000), casada com o czar Bóris III da Bulgária; com descendência. Foi a última czarina da Bulgária, além de mãe de Simeão II, o último czar da Bulgária e atual pretendente ao extinto torno;
5. Maria Francisca de Saboia (26 de dezembro de 1914 - 7 de dezembro de 2001), casada com Luís de Bourbon-Parma; com descendência.

## Reinado

### Ascensão ao trono

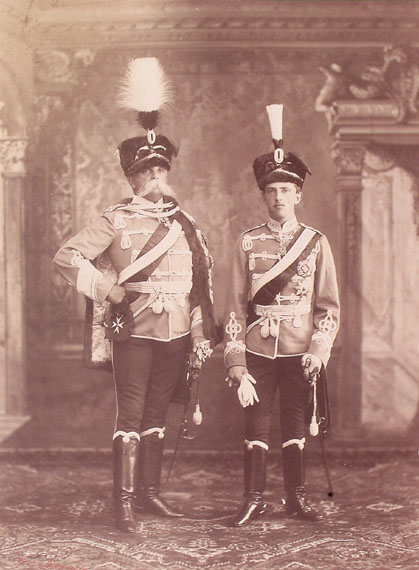
Vítor Emanuel com o seu pai Humberto I.

Em 29 de julho de 1900, aos 30 anos, Vítor Emanuel subiu ao trono após o assassinato de seu pai. O único conselho que seu pai, Humberto, deu ao herdeiro foi: "Lembre-se: para ser rei, tudo que você precisa saber é assinar o nome, ler um jornal e montar um cavalo". Seus primeiros anos mostraram evidências de que, pelos padrões da monarquia de Sabóia, ele era um homem comprometido com o governo constitucional. Mesmo tendo seu pai sido morto por um anarquista, o novo rei mostrou compromisso com as liberdades constitucionais.
Embora o governo parlamentar tivesse sido firmemente estabelecido na Itália, o Statuto Albertino, ou constituição, concedeu ao rei consideráveis poderes residuais. Por exemplo, ele tinha o direito de nomear o primeiro-ministro mesmo que o indivíduo em questão não obtivesse o apoio da maioria na Câmara dos Deputados. Indivíduo tímido e um tanto retraído, o rei odiava as tensões do dia-a-dia da política italiana, embora a instabilidade política crónica do país o obrigasse a intervir em nada menos que dez ocasiões entre 1900 e 1922 para resolver crises parlamentares.

### Primeira Guerra Mundial
Quando a Primeira Guerra Mundial começou, a Itália inicialmente permaneceu neutra, apesar de fazer parte da Tríplice Aliança (embora tenha sido assinada em termos defensivos e a Itália tenha objetado que o assassinato de Sarajevo não se qualificava como agressão). Em abril de 1915, a Itália assinou o Tratado secreto de Londres comprometendo-se a entrar na guerra ao lado da Tríplice Entente. A maioria dos políticos opôs-se à guerra e a Câmara dos Deputados italiana forçou o primeiro-ministro Antonio Salandra a demitir-se. Nesta conjuntura, Vítor Emanuel recusou a demissão de Salandra e tomou pessoalmente a decisão de a Itália entrar na guerra. O rei possuía o direito de fazê-lo de acordo com o Statuto, que estipulava que a autoridade final para declarar guerra cabia à coroa.
Manifestações a favor da guerra foram realizadas em Roma, com 200.000 pessoas reunidas em 16 de maio de 1915, na Piazza del Popolo. O esforço de guerra corrupto e desorganizado, a impressionante perda de vidas sofrida pelo Exército Real Italiano, especialmente na grande derrota de Caporetto, e a recessão pós-Primeira Guerra Mundial viraram o rei contra o que ele considerava uma burguesia política ineficiente. No entanto, o Rei visitou várias áreas do Norte de Itália que sofreram repetidos ataques e morteiros por parte dos elementos dos combates ali, e demonstrou considerável coragem e preocupação ao visitar pessoalmente muitas pessoas, enquanto a sua esposa, a rainha, revezava-se com as enfermeiras no cuidado de A Itália está ferida. Foi nesta época, durante a Primeira Guerra Mundial, que o Rei gozou do afeto genuíno da maioria do seu povo. Ainda assim, durante a guerra, ele recebeu cerca de 400 cartas ameaçadoras de pessoas de todas as classes sociais, a maioria membros da classe trabalhadora. Em 8 de novembro de 1917, reuniu-se com os primeiros-ministros da Grã-Bretanha (Lloyd George) e da França (Paul Painlevé) na conferência de Peschiera, onde defendeu as decisões estratégicas da Itália.

### Apoio a Mussolini
A depressão econômica que se seguiu à Primeira Guerra Mundial deu origem a muito extremismo entre as classes trabalhadoras italianas, extremamente provadas. Isso fez com que o país como um todo se tornasse politicamente instável. Benito Mussolini, que em breve seria o ditador fascista da Itália, aproveitou esta instabilidade para ascender ao poder.

#### Marcha sobre Roma
Em 1922, Mussolini liderou uma força de seus apoiadores fascistas em uma marcha sobre Roma. O primeiro-ministro Luigi Facta e o seu gabinete redigiram um decreto de lei marcial. Após alguma hesitação, o rei recusou-se a assiná-lo, alegando dúvidas sobre a capacidade do exército para conter a revolta sem desencadear uma guerra civil.

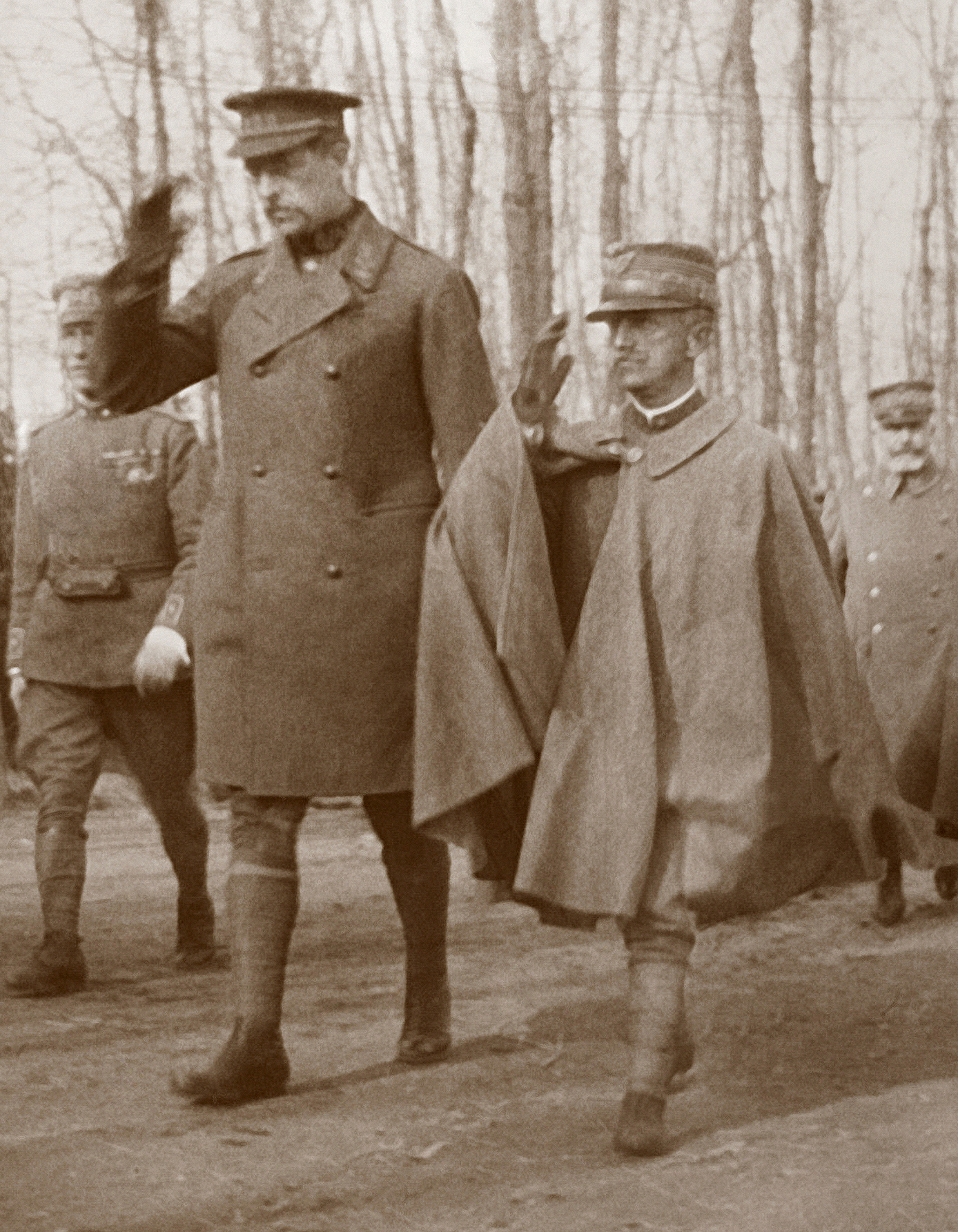
Rei Vítor Emanuel III (à direita) com o Rei Alberto I dos Belgas (à esquerda). Esta fotografia mostra a pequena estatura física de Vítor Emanuel.

A violência fascista cresceu em intensidade durante o verão e outono de 1922, culminando em rumores de um possível golpe. Em 24 de Outubro de 1922, durante o Congresso Fascista em Nápoles, Mussolini anunciou que os Fascistas marchariam sobre Roma para "tomar pela garganta a nossa miserável classe dominante". O general Pietro Badoglio disse ao rei que os militares seriam capazes de derrotar sem dificuldade os rebeldes, que não somavam mais de 10 000 homens armados principalmente com facas e porretes, enquanto o Regio Esercito tinha 30 000 soldados na área de Roma armados com armas pesadas, carros blindados e metralhadoras. Durante a "Marcha sobre Roma", os squadristi fascistas foram detidos por 400 policiais levemente armados, já que os squadristi não tinham vontade de enfrentar o Estado italiano.
As tropas eram leais ao rei; até Cesare Maria De Vecchi, comandante dos Camisas Negras, e um dos organizadores da Marcha sobre Roma, disse a Mussolini que não agiria contra a vontade do monarca. De Vecchi foi ao Palácio do Quirinal para encontrar o rei e garantiu-lhe que os fascistas nunca lutariam contra o rei. Foi nesta altura que o líder fascista considerou abandonar totalmente a Itália. Mas então, minutos antes da meia-noite, recebeu um telegrama do rei convidando-o a ir a Roma. Facta preparou o decreto da lei marcial depois que o gabinete o aprovou por unanimidade. Foi no dia 28 de Outubro que o rei se recusou a assiná-lo. Quando Facta protestou que o rei estava anulando todo o gabinete, foi-lhe dito que esta era uma prerrogativa real e que o rei não desejava usar a força contra os fascistas. O único político que Vítor Emanuel consultou durante a crise foi Antonio Salandra, que o aconselhou a nomear Mussolini como primeiro-ministro e afirmou estar disposto a servir num gabinete chefiado por Mussolini.
Ao meio-dia de 30 de Outubro, Mussolini tinha sido nomeado Presidente do Conselho de Ministros (Primeiro-Ministro), aos 39 anos, sem experiência anterior de cargo, e com apenas 32 deputados fascistas na Câmara. Embora o Rei afirmasse nas suas memórias que foi o medo de uma guerra civil que motivou as suas acções, parece que recebeu alguns conselhos “alternativos”, possivelmente do arquiconservador Antonio Salandra, bem como do General Armando Diaz, de que seria melhor fazer um acordo com Mussolini.
Em 1º de novembro de 1922, o rei passou em revista os squadristi enquanto eles marchavam diante do Palácio do Quirinal fazendo a saudação fascista. Vítor Emanuel não assumiu qualquer responsabilidade pela nomeação de Mussolini como primeiro-ministro, dizendo que aprendeu ao estudar a história que os acontecimentos foram "muito mais automáticos do que o resultado de ação e influência individuais". Vítor Emanuel estava cansado das crises recorrentes do governo parlamentar e acolheu Mussolini como um “homem forte” que impôs a “ordem” à Itália. Mussolini sempre foi muito respeitoso quando o encontrou em particular, que era exatamente o comportamento que o rei esperava dos seus primeiros-ministros. Muitos gerarchi fascistas, mais notavelmente Italo Balbo, considerado o segundo homem do fascismo, permaneceram republicanos, e o rei apreciou muito a conversão de Mussolini ao monarquismo. Em particular, Mussolini detestava Vítor Emanuel como um homem tedioso e cansativo, cujos únicos interesses eram a história militar e suas coleções de selos e moedas, um homem que Mussolini zombou ser "pequeno demais para uma Itália destinada à grandeza" (uma referência ao altura do rei). No entanto, Mussolini disse aos outros gerarchi que precisava do apoio do rei e que um dia ocorreria outra revolução fascista "sem contraceptivos".

### Construindo a ditadura fascista

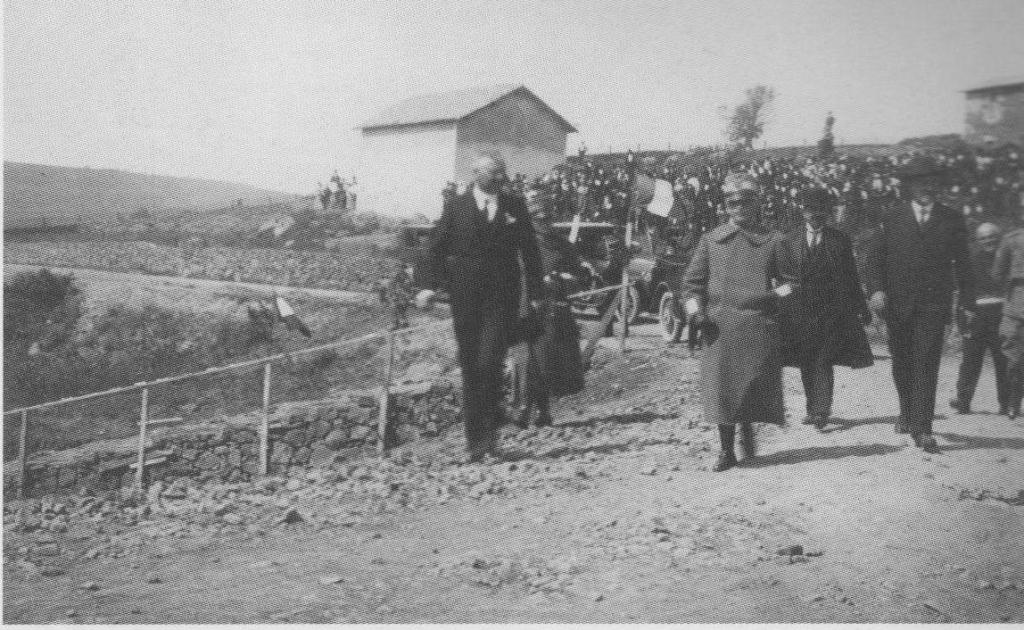
Vítor Emanuel em Darfo Boario Terme após o desastre da Barragem de Gleno, 1923

O rei não conseguiu agir contra os abusos de poder do regime de Mussolini (incluindo, já em 1924, o assassinato de Giacomo Matteotti e de outros deputados da oposição). Durante o caso Matteotti de 1924, Sir Ronald Graham, o embaixador britânico, relatou: "Sua Majestade uma vez me disse que nunca teve um primeiro-ministro com quem achasse tão satisfatório negociar como com o Signor Mussolini, e sei de fontes privadas que os acontecimentos recentes não mudaram a sua opinião". O caso Matteotti contribuiu muito para virar a opinião pública italiana contra o fascismo, e Graham relatou a Londres que "o fascismo é mais impopular a cada dia", enquanto citava um alto funcionário do Vaticano dizendo-lhe que o fascismo era uma "força esgotada". O facto de Matteotti ter sido torturado pelos seus assassinos durante várias horas antes de ser morto chocou especialmente a opinião pública italiana, que ficou muito ofendida com a crueldade gratuita dos assassinos dos squadristi. Dada a repulsa pública generalizada contra Mussolini gerada pelo assassinato de Matteotti, o rei poderia ter demitido Mussolini em 1924 com um mínimo de problemas e amplo apoio público. Orlando disse ao rei que a maioria do povo italiano estava cansada dos abusos dos squadristi, dos quais o assassinato de Matteotti era apenas o exemplo mais notório, e esperava que ele demitisse Mussolini, dizendo que uma palavra do rei seria será suficiente para derrubar o seu impopular primeiro-ministro. O jornal Corriere della Sera, num editorial, afirmou que os abusos do governo fascista, como o assassinato de Matteotti, tinham chegado a tal ponto que o rei tinha o dever legal e moral de demitir Mussolini imediatamente e restaurar o Estado de Direito. Durante o caso Matteotti, até políticos pró-fascistas como Salandra começaram a expressar algumas dúvidas sobre Mussolini depois que ele assumiu a responsabilidade por toda a violência fascista, dizendo que não ordenou o assassinato de Matteotti, mas autorizou a violência dos squadristi, responsabilizando-o. pelo assassinato de Matteotti. O rei afirmou que “a Câmara e o Senado eram os seus olhos e ouvidos”, desejando uma iniciativa parlamentar, segundo o Estatuto Albertino. O conhecimento de que o rei e o Parlamento não demitiriam o primeiro-ministro levou o governo Mussolini a ganhar um voto de censura em novembro de 1924 na Câmara dos Deputados por 314 votos a 6 e no Senado por 206 votos a 54. Os deputados e senadores não estavam dispostos a arriscar as suas vidas votando a favor de uma moção de censura, uma vez que o rei tinha deixado claro que não demitiria Mussolini mesmo que a moção obtivesse os votos da maioria.
Vítor Emanuel permaneceu em silêncio durante o inverno de 1925-1926, quando Mussolini abandonou toda pretensão de democracia. Durante este tempo, o rei assinou sem protesto leis que eliminaram a liberdade de expressão e reunião, aboliram a liberdade de imprensa e declararam o Partido Fascista como o único partido legal na Itália. Em dezembro de 1925, Mussolini aprovou uma lei declarando que ele era responsável perante o rei, não o Parlamento. De acordo com o Statuto Albertino, os governos italianos respondiam legalmente perante o Parlamento, mas politicamente respondiam perante o monarca. No entanto, tinha sido uma convenção constitucional forte, pelo menos desde a década de 1860, que eles respondiam legal e politicamente perante o Parlamento. Em Janeiro de 1926, os squadristi usaram a violência para impedir que os deputados da oposição entrassem no Parlamento e, em Novembro de 1926, Mussolini declarou arbitrariamente que todos os deputados da oposição tinham perdido os seus assentos, que ele entregou aos fascistas. Apesar desta flagrante violação do Estatuto Albertino, o rei permaneceu passivo e silencioso como sempre. Em 1926, Mussolini violou o Statuto Albertino ao criar um tribunal judicial especial para julgar crimes políticos sem possibilidade de perdão real. Embora o direito ao perdão fizesse parte da prerrogativa real, o rei deu seu consentimento à lei. No entanto, o rei vetou uma tentativa de Mussolini de mudar a bandeira italiana, adicionando o símbolo fasces ao lado do brasão da Casa de Sabóia no tricolor italiano. O rei considerou esta proposta um desrespeito para com a sua família e recusou-se a assinar a lei quando Mussolini a submeteu a ele. Em 1928, praticamente o único obstáculo ao poder de Mussolini era a prerrogativa do rei de demiti-lo do cargo. Mesmo assim, esta prerrogativa só poderia ser exercida por conselho do Grande Conselho Fascista, órgão que apenas Mussolini poderia convocar.
Quaisquer que sejam as circunstâncias, Vítor Emanuel mostrou fraqueza a partir de uma posição de força, com terríveis consequências futuras para a Itália e consequências fatais para a própria monarquia. O fascismo foi uma força de oposição ao radicalismo de esquerda. Isto atraiu muitas pessoas na Itália da época, e certamente ao rei. De muitas maneiras, os acontecimentos de 1922 a 1943 demonstraram que a monarquia e a classe endinheirada, por diferentes razões, sentiam que Mussolini e o seu regime ofereciam uma opção que, após anos de caos político, era mais apelativa do que aquilo que consideravam ser a alternativa: socialismo e anarquismo. Tanto o espectro da Revolução Russa como as tragédias da Primeira Guerra Mundial desempenharam um papel importante nestas decisões políticas. Vítor Emanuel sempre viu os socialistas e comunistas italianos como os seus principais inimigos e sentiu que a ditadura de Mussolini tinha salvado o status quo existente na Itália. Vítor Emanuel sempre retribuía a saudação fascista quando os Camisas Negras marchavam diante do Palácio do Quirinal e acendia lâmpadas votivas em cerimônias públicas para homenagear os "mártires" fascistas mortos na luta contra os socialistas e comunistas. Ao mesmo tempo, a Coroa tornou-se tão intimamente identificada com o fascismo que, quando Vítor Emanuel conseguiu livrar-se dele, já era tarde demais para salvar a monarquia. No que provou ser um discurso presciente, o senador Luigi Albertini chamou o rei de "traidor" da Itália ao apoiar o regime fascista e alertou que um dia o rei se arrependeria do que tinha feito.
Vítor Emanuel estava enojado com o que considerava a superficialidade e frivolidade do que chamava de "a chamada sociedade elegante" de Roma e, como tal, o rei preferia passar o tempo no campo, onde ia caçar, pescar e lendo livros de história militar lá fora. Homem taciturno que se sentia profundamente desconfortável ao se expressar em uma conversa, Vítor Emanuel contentou-se em deixar Mussolini governar a Itália, pois considerava Il Duce um "homem forte" que o poupou do trabalho de conhecer vários políticos, como havia feito antes de 1922.

### Tratado de Latrão

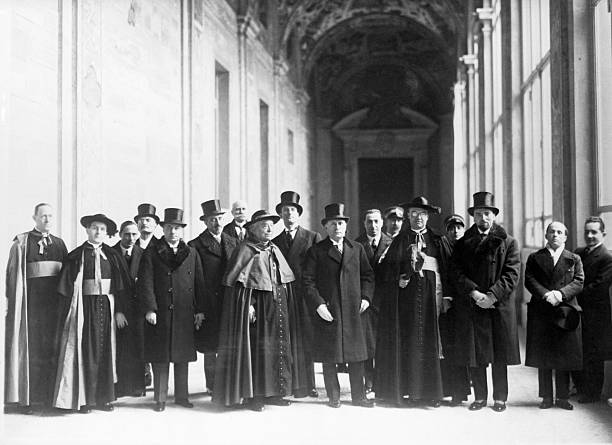
Grupo do Vaticano e do governo italiano posando no Palácio de Latrão antes da assinatura do tratado

Vítor Emanuel era anticlerical, ficando muito amargurado com a recusa da Igreja Católica em reconhecer Roma como a capital da Itália, mas percebeu que enquanto a Igreja Católica permanecesse em oposição ao Estado italiano, muitos italianos continuariam a considerar o Estado italiano como ilegítimo e que era necessário um tratado com o Vaticano. No entanto, quando Orlando tentou abrir negociações com o Vaticano em 1919, foi bloqueado pelo rei, que ficou furioso com a forma como a Igreja Católica manteve a neutralidade pró-austríaca durante a Primeira Guerra Mundial do Sudário de Turim, que pertencia à Casa de Sabóia, o rei tinha pouco interesse pela religião. Em privado, Vítor Emanuel encarava a Igreja Católica com um olhar preconceituoso, fazendo comentários sobre os clérigos seniores como sendo hipócritas gananciosos, cínicos e excessivamente sexuais que se aproveitavam da fé devota dos italianos comuns.
Em 1926, o rei permitiu que Mussolini fizesse o que impediu Orlando de fazer em 1919, dando permissão para abrir negociações com o Vaticano para pôr fim à "Questão Romana". Em 1929, Mussolini, em nome do Rei, assinou o Tratado de Latrão. O tratado foi um dos três acordos feitos naquele ano entre o Reino da Itália e a Santa Sé. Em 7 de junho de 1929, o Tratado de Latrão foi ratificado e a “Questão Romana” foi resolvida.

### Apoio popular

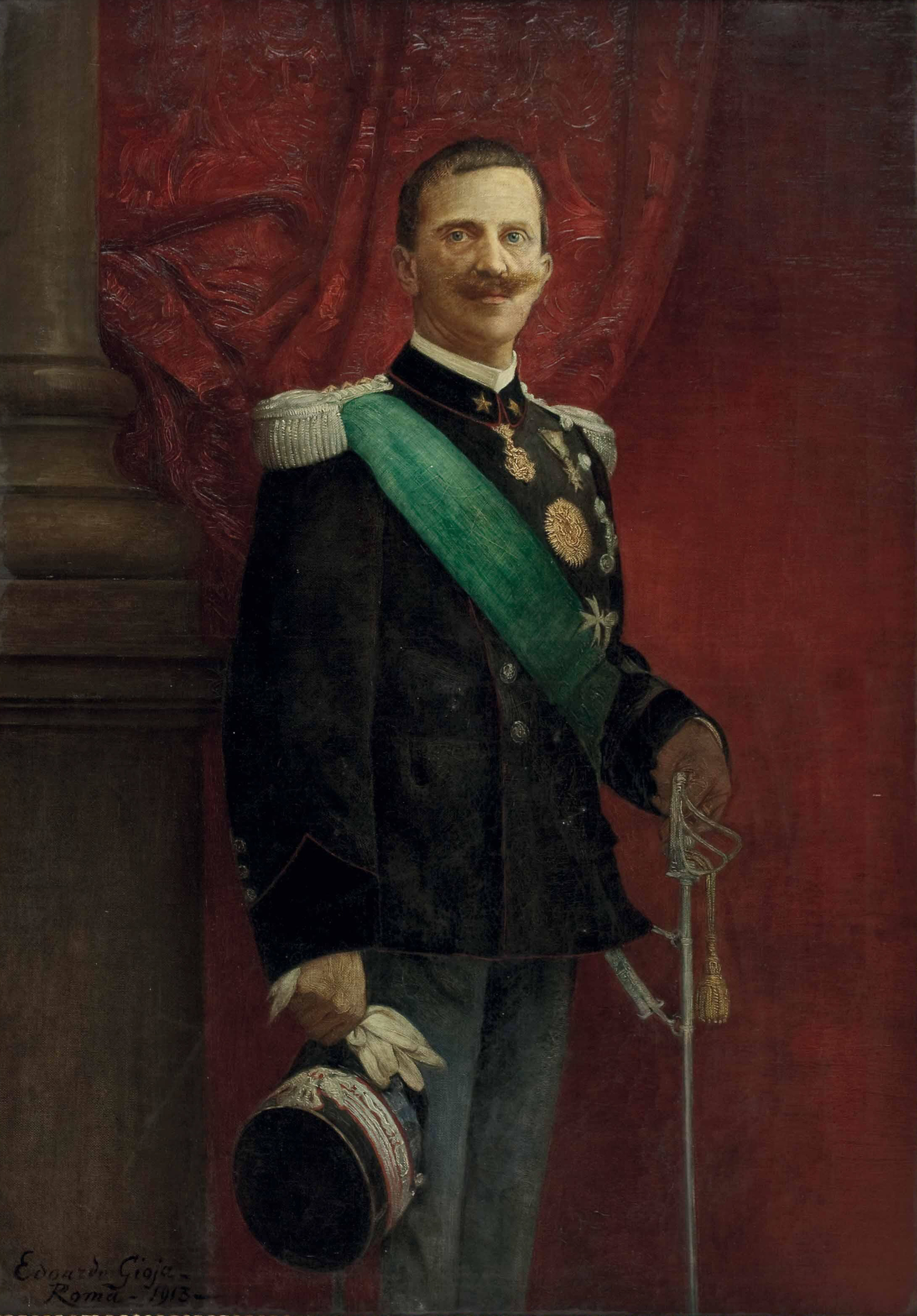
Vítor Emanuel, retrato de 1913

A monarquia italiana gozou de apoio popular durante décadas. Os estrangeiros notaram como, mesmo no noticiário da década de 1930, as imagens do Rei Vítor Emanuel e da Rainha Helena evocavam aplausos, às vezes aplausos, quando exibidas nos cinemas, em contraste com o silêncio hostil demonstrado em relação às imagens de líderes fascistas.
Em 30 de março de 1938, o Parlamento italiano estabeleceu o posto de Primeiro-marechal do Império para Vítor Emanuel e Mussolini. Este novo posto foi o posto mais alto do exército italiano. A sua equivalência com Mussolini foi vista pelo rei como ofensiva e um sinal claro de que o objetivo final do fascista era livrar-se dele.
Tão popular como foi Vítor Emanuel, várias de suas decisões foram fatais para a monarquia. Entre estas decisões estava a sua assunção das coroas da Etiópia e da Albânia e o seu silêncio público quando o governo fascista de Mussolini emitiu leis de pureza racial ao estilo alemão.

### Expansão colonial

#### Imperador da Etiópia

Vítor Emanuel III visitando a Hungria em 1937

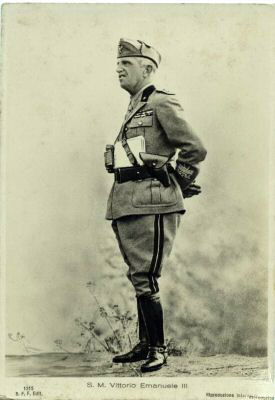
Rei Vítor Emanuel III em seu uniforme de Marechal da Itália em 1936

Antes da invasão da Etiópia por seu governo, Vítor Emanuel III viajou em 1934 para a Somalilândia italiana, onde celebrou seu 65º aniversário em 11 de novembro. Em 1936, Vítor Emanuel III assumiu a coroa como Imperador da Etiópia. Sua decisão de fazer isso não foi universalmente aceita. Vítor Emanuel só conseguiu assumir a coroa depois que o Exército Italiano invadiu a Etiópia (Abissínia) e derrubou o imperador Haile Selassie durante a Segunda Guerra Ítalo-Abissínia.
A Etiópia foi anexada ao Império Italiano. A Liga das Nações condenou a participação da Itália nesta guerra e a reivindicação italiana por direito de conquista à Etiópia foi rejeitada por algumas grandes potências, como os Estados Unidos e a União Soviética, mas foi aceita pela Grã-Bretanha e pela França em 1938. Em 1943, a posse da Etiópia pela Itália chegou ao fim.
O mandato do último vice-rei em exercício da África Oriental Italiana, incluindo a Eritreia e a Somalilândia Italiana, terminou em 27 de novembro de 1941 com a rendição aos aliados. Em novembro de 1943, Vítor Emanuel III renunciou às suas reivindicações aos títulos de Imperador da Etiópia e Rei da Albânia, reconhecendo os anteriores detentores desses títulos como legítimos.

#### Rei dos Albaneses
A coroa do Rei dos Albaneses foi assumida por Vítor Emanuel em 1939, quando as forças italianas invadiram a monarquia quase indefesa do outro lado do Mar Adriático e fizeram com que o Rei Zog I fugisse.
Em 1941, enquanto estava em Tirana, o Rei escapou de uma tentativa de assassinato do patriota albanês Vasil Laçi, de 18 anos. Mais tarde, esta tentativa foi citada pela Albânia Comunista como um sinal do descontentamento geral entre a população albanesa oprimida. Uma segunda tentativa de Dimitri Mikhaliov na Albânia deu aos italianos uma desculpa para afirmar uma possível ligação com a Grécia como resultado do consentimento do monarca à Guerra Greco-Italiana.

### Segunda Guerra Mundial

#### Pacto com a Alemanha
Nos termos do Pacto de Aço assinado em 22 de maio de 1939, que era uma aliança ofensiva e defensiva com a Alemanha, a Itália teria sido obrigada a seguir a Alemanha na guerra em 1939. Quando o Pacto de Aço foi assinado, o Ministro das Relações Exteriores alemão, Joachim von Ribbentrop, disse a Mussolini que não haveria guerra até 1942 ou 1943, mas o embaixador italiano em Berlim, Barão Bernardo Attolico, avisou Roma que a informação que estava ouvindo de fontes do governo alemão sugeriram que Hitler pretendia ver a crise de Danzig se transformar em guerra naquele ano. Entre 11 e 13 de agosto de 1939, o Ministro dos Negócios Estrangeiros italiano, Conde Galeazzo Ciano, visitou Hitler no Berghof, e soube pela primeira vez que a Alemanha iria definitivamente invadir a Polônia mais tarde naquele mesmo verão. Mussolini inicialmente estava preparado para seguir a Alemanha na guerra em 1939, mas foi bloqueado por Vítor Emanuel. Num encontro com o conde Ciano em 24 de agosto de 1939, o rei afirmou que “não estamos absolutamente em condições de travar a guerra”; o estado do Regio Esercito era “lamentável”; e como a Itália não estava preparada para a guerra, deveria ficar fora do conflito que se aproximava, pelo menos até que ficasse claro quem estava a ganhar. Mais importante ainda, Vítor Emanuel afirmou que, como rei da Itália, era o comandante-em-chefe supremo e queria estar envolvido em quaisquer "decisões supremas", o que na verdade reivindicava o direito de vetar qualquer decisão que Mussolini pudesse tomar sobre indo para a guerra. Em 25 de agosto, Ciano escreveu em seu diário que informou a Mussolini "furiosamente guerreiro" que o rei era contra a entrada da Itália em guerra em 1939, forçando Il Duce a admitir que a Itália teria de declarar neutralidade. Ao contrário da Alemanha, onde os oficiais de 1934 em diante fizeram um juramento de lealdade pessoal a Hitler, os oficiais do Regio Esercito, Regina Marina e da Regia Aeronautica fizeram todos os seus juramentos de lealdade ao rei, não a Mussolini. A grande maioria dos oficiais italianos em todas as três forças via Vítor Emanuel, em oposição a Mussolini, como o principal locus da sua lealdade, permitindo ao rei verificar as decisões de Mussolini que ele desaprovava.
A Itália declarou neutralidade em Setembro de 1939, mas Mussolini sempre deixou claro que queria intervir ao lado da Alemanha, desde que isso não sobrecarregasse demasiado os recursos da Itália (os custos das guerras na Etiópia e em Espanha tinham empurrado a Itália à beira da falência em 1939). Em 18 de março de 1940, Mussolini encontrou-se com Hitler numa cimeira no Passo do Brenner e prometeu-lhe que a Itália entraria em breve na guerra. Vítor Emanuel tinha fortes dúvidas sobre a sabedoria de ir para a guerra e, a certa altura, em março de 1940, deu a entender a Ciano que estava considerando demitir Mussolini, como Ciano escreveu em seu diário: "o rei sente que pode ser necessário que ele intervenha em a qualquer momento para dar um rumo diferente às coisas; ele está preparado para fazer isso e rapidamente”. Vítor Emanuel esperava que um voto contra a entrada da Itália na guerra fosse registrado no Grande Conselho Fascista, pois sabia que os gerarchi Cesare Maria De Vecchi, Italo Balbo e Emilio De Bono eram todos anti-guerra, mas recusou-se a insistir em convocar o Grande Conselho como pré-condição para dar o seu consentimento à declaração de guerra. Em 31 de março de 1940, Mussolini apresentou a Vítor Emanuel um longo memorando argumentando que a Itália, para alcançar o tão almejado spazio vitale, teria de entrar na guerra do lado do Eixo em algum momento daquele ano. No entanto, o rei permaneceu resolutamente contra a entrada da Itália na guerra até o final de maio de 1940, para grande frustração de Mussolini. A certa altura, Mussolini queixou-se a Ciano de que havia dois homens, nomeadamente Vítor Emanuel e o Papa Pio XII, que o impediam de fazer as coisas que queria, levando a afirmar que queria "explodir" a Coroa e a Igreja Católica. "até os céus".

#### Juntando-se ao Eixo
Vítor Emanuel era um homem cauteloso e sempre consultava todos os conselheiros disponíveis antes de tomar uma decisão, neste caso, os oficiais superiores das forças armadas que o informavam das deficiências militares da Itália. Em 10 de maio de 1940, a Alemanha lançou uma grande ofensiva nos Países Baixos e na França, e à medida que a Wehrmacht continuava a avançar na França, a oposição do rei à entrada da Itália na guerra começou a enfraquecer na segunda metade de maio de 1940. Mussolini argumentou durante todo o mês de maio de 1940 que, uma vez que era evidente que a Alemanha iria vencer a guerra, havia uma oportunidade sem paralelo para a Itália obter grandes ganhos às custas da França e da Grã-Bretanha, o que permitiria à Itália tornar-se a potência dominante no Mediterrâneo. . Em 1 de junho de 1940, Vítor Emanuel finalmente deu a Mussolini permissão para a Itália entrar na guerra, embora o rei mantivesse o comando supremo, dando a Mussolini apenas poder sobre questões políticas e militares. O atraso de dez dias entre a permissão do rei para entrar na guerra e a declaração de guerra foi causado pela exigência de Mussolini de que ele tivesse os poderes do comando supremo, uma tentativa de tirar uma prerrogativa real que Vítor Emanuel rejeitou, e foi finalmente resolvido por o compromisso de dar poderes de comando operacional a Mussolini.
Em 10 de Junho de 1940, ignorando o aviso de que o país não estava preparado, Mussolini tomou a decisão fatal de fazer com que a Itália entrasse na Segunda Guerra Mundial ao lado da Alemanha Nazista. Quase desde o início, o desastre seguiu-se ao desastre. A primeira ofensiva italiana, uma invasão da França lançada em 17 de Junho de 1940, terminou num completo fracasso, e só o facto de a França ter assinado um armistício com a Alemanha em 22 de Junho, seguido de outro armistício com a Itália em 24 de Junho permitiu a Mussolini apresentá-lo como uma vitória. Victor Emmanuel criticou duramente os termos do Armistício Franco-Italiano, dizendo que queria que a Itália ocupasse a Tunísia, a Córsega e Nice, embora o facto de o armistício lhe ter permitido proclamar uma vitória sobre a França fosse uma fonte de muito prazer para ele. Em 1940 e 1941, os exércitos italianos no Norte de África e na Grécia sofreram derrotas humilhantes. Ao contrário da sua oposição à guerra com grandes potências como a França e a Grã-Bretanha (que poderiam realmente derrotar a Itália), Victor Emmanuel abençoou os planos de Mussolini de invadir a Grécia no outono de 1940, dizendo que esperava que os gregos entrassem em colapso assim que a Itália invadisse. Através dos carabinieri (polícia paramilitar), Vítor Emanuel  manteve-se bem informado sobre o estado da opinião pública e, a partir do Outono de 1940, recebeu relatos de que a guerra juntamente com o regime fascista se estavam a tornar extremamente impopulares entre o povo italiano. Quando Mussolini fez do marechal Pietro Badoglio o bode expiatório pelo fracasso da invasão da Grécia e demitiu-o do cargo de Chefe do Estado-Maior General em dezembro de 1940, Badoglio apelou ao rei em busca de ajuda. Vítor Emanuel recusou-se a ajudar Badoglio, dizendo que Mussolini administraria a situação sempre como fez no passado. Em janeiro de 1941, o rei admitiu ao seu ajudante de campo, o general Paolo Puntoni, que a guerra não estava indo bem e o regime fascista estava se tornando muito impopular, mas ele havia decidido manter Mussolini como primeiro-ministro porque não havia substituto para ele. Como o rei apoiava o fascismo, ele temia que derrubar o sistema fascista significaria o fim da monarquia, já que os partidos antifascistas eram todos republicanos.
Durante a invasão da Iugoslávia em abril de 1941, Vítor Emanuel mudou-se para uma villa de propriedade da família Pirzio Biroli em Brazzacco para ficar perto da frente. Em maio de 1941, Vítor Emanuel deu permissão ao seu impopular primo, o príncipe Aimone, para se tornar Rei da Croácia sob o título de Tomislav II, numa tentativa de tirá-lo de Roma, mas Aimone frustrou esta ambição ao nunca ir à Croácia para receber sua coroa. Durante uma visita às novas províncias que foram anexadas à Itália pela Iugoslávia, Vítor Emanuel comentou que as políticas fascistas para com os croatas e eslovenos os estavam levando à rebelião, mas optou por não intervir para mudar essas políticas. Em 22 de junho de 1941, a Alemanha lançou a Operação Barbarossa, a invasão da União Soviética. Mussolini fez com que o rei emitisse uma declaração de guerra e enviou uma força expedicionária italiana para a Frente Oriental, através de Vítor Emanuel que mais tarde alegaria que queria apenas uma força "simbólica" para ir para a União Soviética, em vez das 10 divisões que Mussolini realmente enviou.
No final de 1941, a África Oriental Italiana foi perdida. A perda da África Oriental italiana, juntamente com as derrotas no Norte de África e nos Balcãs, causaram uma imensa perda de confiança na capacidade de liderança de Mussolini, e muitos gerarchi fascistas, como Emilio De Bono e Dino Grandi, esperavam que, na Primavera de 1941, o rei poderia demiti-lo para salvar o regime fascista. No verão de 1941, os generais carabinieri disseram ao rei que estavam preparados para que os carabinieri servissem como força de ataque para um golpe contra Mussolini, dizendo que se a guerra continuasse, causaria uma revolução que varreria tanto o Regime fascista e monarquia. Vítor Emanuel rejeitou esta oferta e, em Setembro de 1941, quando o conde Ciano lhe disse que a guerra estava perdida, criticou-o pelo seu "derrotismo", dizendo que ainda acreditava em Mussolini. Em 11 de dezembro de 1941, Vítor Emanuel concordou bastante levianamente com o pedido de Mussolini para declarar guerra aos Estados Unidos. Não conseguindo antecipar a estratégia americana "Europa Primeiro", o rei acreditava que os americanos seguiriam uma estratégia "Ásia Primeiro" de concentrar todos os seus esforços contra o Japão em vingança por Pearl Harbor, e que declarar guerra aos Estados Unidos seria um movimento inofensivo. O rei ficou satisfeito com a notícia da entrada do Japão na guerra, acreditando que, com as colônias asiáticas da Grã-Bretanha em perigo, isso forçaria os britânicos a redistribuir suas forças para a Ásia e poderia finalmente permitir a conquista do Egito pelo Eixo. O marechal Enrico Caviglia escreveu no seu diário que foi "criminosa" a forma como Vítor Emanuel se recusou a agir contra Mussolini, apesar de estar claramente a gerir mal a guerra. Um jornalista italiano lembrou que no outono de 1941 não conhecia ninguém que sentisse outra coisa senão "desprezo" pelo rei que não estava disposto a dissociar-se do fascismo.
O historiador britânico Denis Mack Smith escreveu que Vítor Emanuel tendia a procrastinar quando confrontado com escolhas muito difíceis, e a sua relutância em demitir Mussolini, apesar da crescente pressão de dentro da elite italiana, foi a sua forma de tentar evitar a tomada de uma decisão. Além disso, Vítor Emanuel tinha um respeito considerável por Mussolini, que considerava o seu primeiro-ministro mais capaz, e parecia temer enfrentar um homem cuja inteligência fosse superior à sua. Numa conversa com o núncio papal, o rei explicou que não poderia assinar um armistício porque odiava os Estados Unidos como uma democracia cujos líderes prestavam contas ao povo americano; porque a Grã-Bretanha estava “podre até a alma” e logo deixaria de ser uma grande potência; e porque tudo o que ouvia sobre as enormes perdas sofridas pelo Exército Vermelho o convenceu de que a Alemanha venceria, pelo menos na Frente Oriental. Outra desculpa usada por Vítor Emanuel foi que Mussolini ainda era supostamente popular entre o povo italiano e que ofenderia a opinião pública se ele demitisse Mussolini. O Vaticano favoreceu a saída da Itália da guerra em 1943, mas os diplomatas papais disseram aos seus homólogos americanos que o rei era "fraco, indeciso e excessivamente devotado a Mussolini".

#### Desilusão com Mussolini
No verão de 1942, Grandi teve uma audiência privada com Vítor Emanuel, onde lhe pediu que demitisse Mussolini e assinasse um armistício com os Aliados antes que o regime fascista fosse destruído, apenas para ser instruído a "confiar no seu rei" e "parar de falar como um mero jornalista". Grandi disse a Ciano que o rei devia estar "louco" e/ou "senil", pois era totalmente passivo, recusando-se a agir contra Mussolini. No final de 1942, a Líbia italiana estava perdida. Durante a Operação Anton, em 9 de novembro de 1942, a parte desocupada da França foi ocupada pelas forças do Eixo, o que permitiu a Vítor Emanuel proclamar num discurso que finalmente a Córsega e Nice tinham sido "libertadas". No início de 1943, as dez divisões do “Exército Italiano na Rússia” (Armata Italiana in Russia, ou ARMIR) foram esmagadas numa acção paralela na Batalha de Stalingrado. Em meados de 1943, as últimas forças italianas na Tunísia renderam-se e a Sicília foi tomada pelos Aliados. Prejudicada pela falta de combustível e também por várias derrotas graves, a Marinha italiana passou a maior parte da guerra confinada ao porto. Como resultado, o Mar Mediterrâneo não era, em nenhum sentido real, o Mare Nostrum da Itália. Embora a Força Aérea geralmente tenha se saído melhor do que o Exército ou a Marinha, ela sofria cronicamente de falta de aeronaves modernas.

### Esforços para salvar a monarquia
À medida que a sorte da Itália piorava, a popularidade do rei sofria. Uma cantiga de cafeteria era a seguinte:
Quando Vittorio era soltanto re

Si bevea del buon caffè.

Poi divenne Imperatore

Se ne sentì solo l'odore.

Oggi che è anche Re d'Albania

Anche l'odore l' han portato via.

E se avremo un'altra vittoria

Ci mancherà anche la cicoria.
Tradução:
Quando nosso Vítor era simplesmente rei,

Café era uma coisa comum.

Quando ele foi feito imperador,

O odor do café desapareceu.

Desde que ele assumiu o trono da Albânia,

Até o odor desapareceu.

E se tivermos outra vitória

Também vamos perder nossa chicória.
No início de 1943, Mussolini estava tão psicologicamente abalado pelas sucessivas derrotas italianas que estava tão deprimido e drogado que às vezes ficava quase catatônico, olhando fixamente para o espaço por horas enquanto estava sob o efeito de várias drogas e murmurando incoerentemente que a guerra logo mudaria para as potências do Eixo porque era necessário. Até Vítor Emanuel foi forçado a admitir que Mussolini tinha piorado "para pior", culpa que atribuiu a "aquela mulher", ao chamar a amante de Mussolini, Clara Petacci. Em 15 de maio de 1943, o rei enviou a Mussolini uma carta dizendo que a Itália deveria assinar um armistício e sair da guerra. Em 4 de junho de 1943, Grandi viu o rei e disse-lhe que deveria demitir Mussolini antes que o sistema fascista fosse destruído; quando o rei rejeitou essa decisão alegando que o Grande Conselho Fascista nunca votaria contra Mussolini, Grandi garantiu-lhe que sim, dizendo que a maioria dos gerarchi estava agora contra Mussolini. Utilizando o Vaticano como intermediário, Vítor Emanuel contactou os governos britânico e americano em Junho de 1943 para perguntar se eles, os Aliados, estavam dispostos a ver a Casa de Sabóia continuar após a guerra.
Em 19 de Julho de 1943, Roma foi bombardeada pela primeira vez na guerra, cimentando ainda mais a desilusão do povo italiano. Quando o rei visitou as áreas bombardeadas de Roma, foi vaiado em voz alta pelos seus súbditos que o culpavam pela guerra, o que fez com que Vítor Emanuel ficasse preocupado com a possibilidade de uma revolução que pudesse trazer uma república. Por esta altura, estavam a ser discutidos planos dentro da elite italiana para substituir Mussolini. Vítor Emanuel afirmou que queria manter o sistema fascista em funcionamento depois de demitir Mussolini, e que procurava corrigir apenas alguns dos "seus aspectos deletérios". Os dois substitutos cogitados para Mussolini eram o marechal Pietro Badoglio e seu rival, o marechal Enrico Caviglia. Como o marechal Caviglia foi um dos poucos oficiais do Regio Esercito que manteve distância do regime fascista, ele era inaceitável para Vítor Emanuel que queria um oficial comprometido com a defesa do fascismo, o que o levou a escolher Badoglio que serviu lealmente a Mussolini e cometeu todo tipo de atrocidades na Etiópia, mas que tinha rancor de Il Duce por torná-lo o bode expiatório da invasão fracassada da Grécia em 1940. Além disso, Badoglio era um oportunista conhecido por sua bajulação para com os que estavam no poder, o que levou o rei a escolhê-lo como sucessor de Mussolini, pois sabia que Badoglio faria qualquer coisa para ter o poder, enquanto Caviglia tinha a reputação de ser um homem de princípios. e honra. O rei sentiu que Badoglio, como primeiro-ministro, obedeceria a quaisquer ordens reais, embora não tivesse tanta certeza de que Caviglia faria o mesmo. Em 15 de julho de 1943, numa reunião secreta, Vítor Emanuel disse a Badoglio que em breve seria empossado como novo primeiro-ministro da Itália e que o rei não queria "fantasmas" (isto é, políticos liberais da era pré-fascista) no seu gabinete.

#### Golpe de Estado contra Mussolini
Na noite de 25 de julho de 1943, o Grande Conselho do Fascismo votou pela adoção de uma Ordine del Giorno (ordem do dia) proposta pelo Conde Dino Grandi para pedir a Vítor Emanuel que retomasse todos os seus poderes constitucionais nos termos do artigo 5 do Statuto. Na verdade, esta foi uma moção de censura a Mussolini.
Na tarde seguinte, Mussolini pediu uma audiência com o rei na Villa Savoia. Quando Mussolini tentou contar a Vítor Emanuel sobre a votação do Grande Conselho, Vítor Emanuel interrompeu-o abruptamente e demitiu-o em favor de Badoglio. Ele então ordenou a prisão de Mussolini.
Publicamente, Vítor Emanuel e Badoglio afirmaram que a Itália continuaria a guerra como membro do Eixo. Privadamente, ambos começaram a negociar com os Aliados um armistício. O rei foi aconselhado pelos seus generais a assinar um armistício imediato, uma vez que as tropas alemãs na Itália ainda eram superadas em número pelas tropas italianas. Mas Vítor Emanuel não estava disposto a aceitar a exigência dos Aliados de rendição incondicional e, como resultado, as conversações secretas sobre o armistício em Lisboa foram arrastadas durante o verão de 1943. Além de rejeitar a rendição incondicional como "verdadeiramente monstruosa", Vítor Emanuel queria dos Aliados uma garantia de que manteria o seu trono; uma promessa de que o império colonial italiano na Líbia e no Corno de África seria restaurado; que a Itália ficaria com a parte da Iugoslávia anexada por Mussolini; e, finalmente, os Aliados deveriam prometer não invadir o continente italiano e, em vez disso, invadir a França e os Balcãs. Mack Smith escreveu que estas exigências eram "irrealistas" e fizeram com que se perdesse muito tempo nas conversações de paz de Lisboa, uma vez que os Aliados estavam dispostos a conceder que Vítor Emanuel pudesse manter o seu trono e rejeitaram todas as suas outras exigências. Nesse ínterim, as forças alemãs continuaram a ser enviadas às pressas para a Itália.

#### Armistício com os Aliados
Em 8 de setembro de 1943, Vítor Emanuel anunciou publicamente um armistício com os Aliados. A confusão reinou enquanto as forças italianas ficaram sem ordens, e os alemães, que já esperavam este movimento há algum tempo, rapidamente desarmaram e internaram as tropas italianas e assumiram o controle nos Bálcãs ocupados, na França e no Dodecaneso, bem como na própria Itália. Muitas das unidades que não se renderam uniram forças com os Aliados contra os alemães.
Temendo um avanço alemão sobre Roma, Vítor Emanuel e seu governo fugiram para o sul, para Brindisi. Esta escolha pode ter sido necessária para proteger a sua segurança; na verdade, Hitler planejou prendê-lo logo após a derrubada de Mussolini. No entanto, ainda foi uma surpresa para muitos observadores dentro e fora da Itália. Comparações desfavoráveis foram feitas com o Rei Jorge VI e a Rainha Elizabeth, que se recusaram a deixar Londres durante a Blitz, e com o Papa Pio XII, que se misturou com as multidões de Roma e rezou com elas depois que o bairro operário de Roma, Quartiere San Lorenzo, foi destruído por bombardeio.
Apesar da ocupação alemã, Vítor Emanuel continuou a recusar-se a declarar guerra à Alemanha, dizendo que precisava primeiro de uma votação no Parlamento, embora isso não o tenha impedido de assinar declarações de guerra à Etiópia, à Albânia, à Grã-Bretanha, à França, à Grécia, à Iugoslávia, à União Soviética e os Estados Unidos, nenhum dos quais foi sancionado pelo Parlamento. Sob forte pressão da Comissão de Controle Aliada, o rei finalmente declarou guerra à Alemanha em 8 de outubro de 1943. Em última análise, o governo Badoglio no sul da Itália criou o Exército Co-Beligerante Italiano (Esercito Cobelligerante del Sud), a Força Aérea Cobeligerante Italiana (Aviazione Cobelligerante Italiana) e a Marinha Cobeligerante Italiana ( Marina Cobelligerante del Sud ). Todas as três forças eram leais ao rei. As relações com a Comissão de Controle Aliada eram muito tensas, pois o rei permanecia obcecado pelo protocolo, gritando de fúria quando o general Noel Mason-MacFarlane o encontrou vestindo mangas de camisa e shorts, uma escolha de traje que considerou muito desrespeitosa. Vítor Emanuel foi ultracrítico em relação ao lento progresso feito pelo 5.º Exército americano e pelo 8.º Exército britânico enquanto os Aliados lutavam para subir a península italiana, dizendo que queria regressar a Roma o mais rapidamente possível, e sentia que todos os soldados aliados que lutaram para libertar a Itália eram covardes. Da mesma forma, Vítor Emanuel recusou-se a renunciar às coroas usurpadas da Etiópia e da Albânia em favor dos monarcas legítimos desses estados, alegando que o Parlamento dominado pelos fascistas lhe tinha dado esses títulos e que ele só poderia renunciar a eles se o parlamento votasse sobre o assunto.
Em 12 de setembro, os alemães lançaram a Operação Eiche e resgataram Mussolini do cativeiro. Em pouco tempo, estabeleceu um novo estado fascista no norte da Itália, a República Social Italiana (Repubblica Sociale Italiana). Este nunca foi mais do que um estado-fantoche dominado pelos alemães, mas competiu pela lealdade do povo italiano com o governo de Badoglio no sul.
Por esta altura, era evidente que Vítor Emanuel estava irrevogavelmente manchado pelo seu apoio anterior ao regime fascista. Numa reunião de 10 de abril, sob pressão dos funcionários do ACC Robert Murphy e Harold Macmillan, Vítor Emanuel transferiu a maior parte dos seus poderes constitucionais para o seu filho, o príncipe herdeiro Humberto. Em privado, Vítor Emanuel disse ao General Noel Mason-MacFarlane que, ao forçá-lo a dar o poder a Humberto, os Aliados estavam efetivamente a dar o poder aos comunistas.
A essa altura, porém, os acontecimentos haviam ultrapassado a capacidade de controle de Vítor Emanuel. Depois que Roma foi libertada em 4 de junho, ele entregou seus poderes restantes a Umberto e nomeou-o tenente-general do Reino, embora mantendo nominalmente o título de rei.

## Pós-guerra e queda da monarquia

### Abdicação
Um ano após o fim da guerra, a opinião pública forçou um referendo sobre a possibilidade de manter a monarquia ou de se tornar uma república. Na esperança de ajudar a causa monarquista, Vítor Emanuel abdicou formalmente em favor de seu filho, que ascendeu ao trono como Humberto II em 9 de maio de 1946.

### Abolição da monarquia
Este movimento falhou. No referendo realizado um mês depois, 54 por cento dos eleitores eram a favor de uma república e o Reino de Itália não existia mais. Alguns historiadores, como Sir Charles Petrie, especularam que o resultado poderia ter sido diferente se Vítor Emanuel tivesse abdicado em favor de Humberto logo após a invasão aliada da Sicília em 1943, ou, o mais tardar, tivesse abdicado completamente em 1944, em vez de simplesmente transferir seu poder. poderes para seu filho. Umberto foi amplamente elogiado pelo seu desempenho como chefe de estado de facto a partir de 1944, e a sua relativa popularidade pode ter salvado a monarquia. O maestro italiano Arturo Toscanini declarou que não voltaria à Itália como súdito do "rei degenerado" e, de forma mais geral, enquanto a casa de Sabóia governasse; Benedetto Croce havia afirmado anteriormente em 1944 que "enquanto o atual rei permanecer chefe de Estado, sentimos que o fascismo não terminou,... que renascerá, mais ou menos disfarçado".

### Exílio e morte

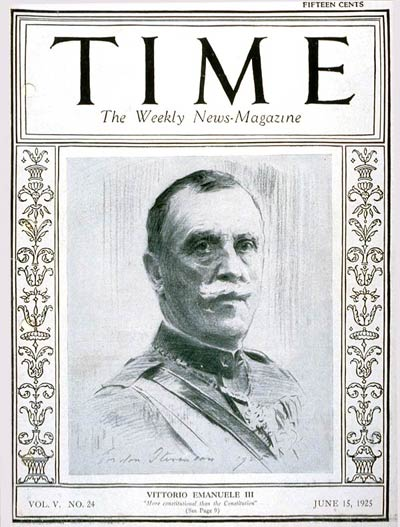
Vítor Emanuel III na capa da Time, 1925

Em qualquer caso, uma vez certificado o resultado do referendo, Vítor Emanuel e todos os outros membros masculinos da Casa de Sabóia foram obrigados a abandonar o país. Refugiando-se no Egito, onde foi recebido com muita honra pelo rei Faruque, Vítor Emanuel morreu em Alexandria um ano depois, de edema pulmonar. Ele foi enterrado atrás do altar da Catedral de Santa Catarina. Ele foi o último neto sobrevivente de Vítor Emanuel II da Itália. Em 1948, a revista Time incluiu um artigo sobre "O Pequeno Rei".

#### Repatriação em 2017

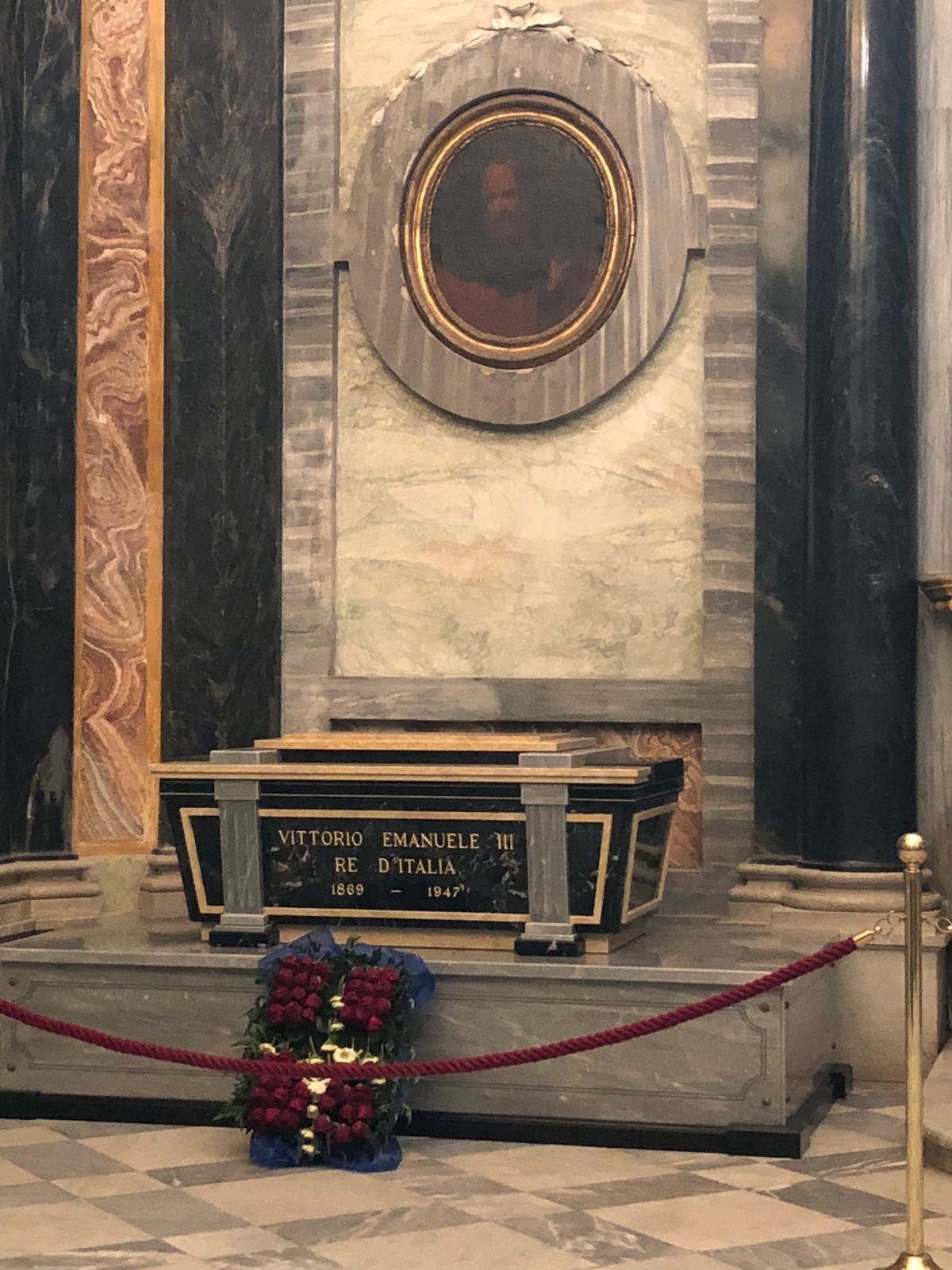
Túmulo de Vítor Emanuel III no santuário de Vicoforte. A coroa está disposta como a cruz da Casa de Sabóia

Em 17 de dezembro de 2017, um avião militar da força aérea italiana repatriou oficialmente os restos mortais de Vítor Emanuel III, que foram transferidos de Alexandria para o santuário de Vicoforte, perto de Turim, e enterrados ao lado dos de Helena, que haviam sido transferidos dois dias antes de Montpellier, França.

## Legado

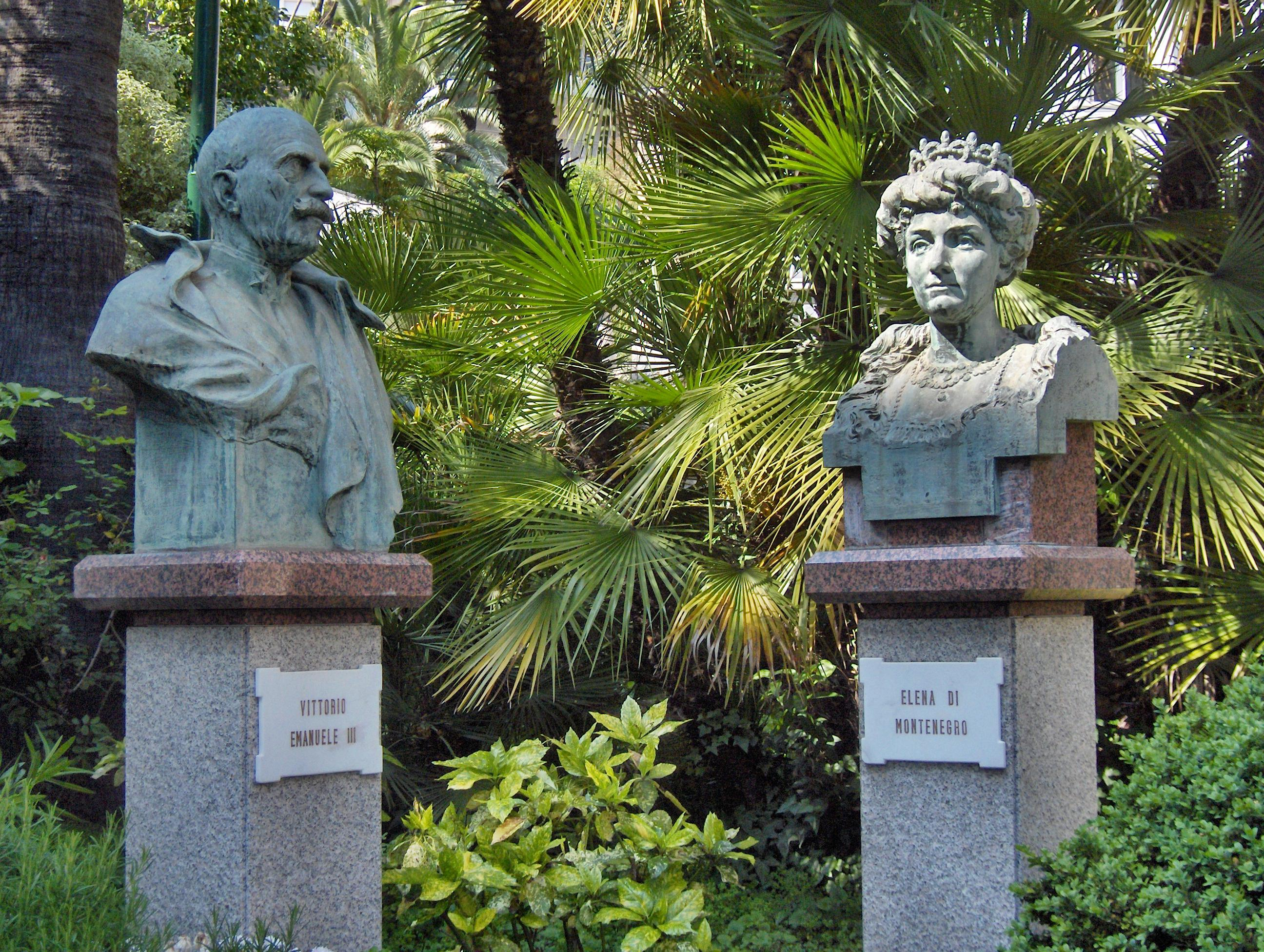
Bustos do Rei Vítor Emanuel III e da Rainha Helena; pátio da Igreja Ortodoxa Russa de Cristo Salvador, Santa Catarina e São Serafim, Sanremo, Itália

A abdicação antes do referendo provavelmente trouxe de volta à mente dos eleitores indecisos o papel da monarquia durante o período fascista e as ações do próprio rei (ou a falta delas), no exato momento em que os monarquistas esperavam que os eleitores se concentrassem na impressão positiva criada por Humberto e sua esposa, Maria José, nos dois anos anteriores. O Rei e a Rainha de "Maio", Umberto e Maria José, no breve reinado de um mês de Umberto, foram incapazes de transferir o peso da história e da opinião recentes.
Vítor Emanuel III foi um dos mais prolíficos colecionadores de moedas de todos os tempos, tendo acumulado aproximadamente 100 000 exemplares datados desde a queda do Império Romano até a Unificação da Itália e em 1897 tornando-se presidente honorário da nova Sociedade Italiana de Numismática, da qual foi membro fundador. Na sua abdicação, a coleção foi doada ao povo italiano, exceto as moedas da Casa de Sabóia que levou consigo para o Egito. Com a morte de Humberto II em 1983, as moedas da Sabóia juntaram-se ao resto da coleção do Museu Nacional de Roma. Entre 1910 e 1943, Vítor Emanuel escreveu o Corpus Nummorum Italicorum de 20 volumes, que catalogava cada espécime de sua coleção. Ele foi premiado com a medalha da Royal Numismatic Society em 1904.
Após a Primeira Guerra Mundial, a Avenida Vítor Emanuel III em Paris recebeu seu nome em homenagem à aliança da Itália naquela guerra, mas o apoio do rei às Potências do Eixo levou a que a estrada fosse renomeada como Avenida Franklin D. Roosevelt em 1946 após o fim de Segunda Guerra Mundial.
No filme O Assassinato de Matteotti (1973), de Florestano Vancini, Vítor Emanuel é interpretado por Giulio Girola.

## Honras

Brasão do Rei Vítor Emanuel III da Itália com a gola da Ordem do Tosão de Ouro e da Ordem de Carlos III

### Ordens e condecorações nacionais
- Reino da Itália:
  - Cavaleiro da Anunciação, 1º de janeiro de 1887;[96] Soberano, 29 de julho de 1900[97]
  - Grã-Cruz dos Santos Maurício e Lázaro, 1 de janeiro de 1887;[96] Soberano, 29 de julho de 1900
  - Grã-Cruz da Coroa da Itália, 1º de janeiro de 1887;[96] Soberano, 29 de julho de 1900
  - Soberano da Ordem Militar de Sabóia
  - Soberano da Ordem Civil de Sabóia
  - Soberano da Ordem Colonial da Estrela da Itália
  - Fundador e Soberano da Ordem da Águia Romana, 14 de março de 1942[98]
  - Medalha Maurícia de Mérito Militar de 10 Lustrums
  - Cruz de Mérito de Guerra
  - Medalha Comemorativa da Guerra Ítalo-Austríaca 1915-1918
  - Medalha Comemorativa das Campanhas das Guerras da Independência
  - Medalha Comemorativa da Unidade da Itália
- Albânia Italiana:
  - Soberano da Ordem de Besa, 1939-1943
  - Soberano da Ordem de Skanderbeg, 1939-1943
- Ordem Militar Soberana de Malta: Oficial de Justiça Grã-Cruz de Honra e Devoção, 10 de fevereiro de 1891[97]

### Ordens e condecorações estrangeiras
- Áustria-Hungria: Grã-Cruz da Real Ordem Húngara de Santo Estêvão, 1887[99]
- Reino da Bulgária: Cavaleiro da Ordem dos Santos Cirilo e Metódio, com Colar[100]
- Checoslováquia: Colar da Ordem do Leão Branco, 1925[101]
- Dinamarca: Cavaleiro da Ordem do Elefante, 23 de setembro de 1891[102]
- Estônia: Cruz da Liberdade, Grau III Classe I, 29 de abril de 1925[103]
- Finlândia: Colar da Ordem da Rosa Branca, 1920[104]
- Império Alemão:
  - Comandante Grã-Cruz da Ordem da Casa Real de Hohenzollern, 10 de junho de 1890[105]
  - Cavaleiro da Ordem da Águia Negra, com Colar[106]
  -  Baden: [107]
    - Cavaleiro da Ordem da Fidelidade da Casa, 1893
    - Cavaleiro da Ordem de Berthold o Primeiro, 1893

  -  Reino da Baviera: Cavaleiro da Ordem de São Huberto, 1883[108]
  -  Saxe-Weimar-Eisenach: Grã-Cruz da Ordem do Falcão Branco, 1888[109]
  -  Reino da Saxônia: Cavaleiro da Ordem da Coroa de Rue, 1893[110]
  -  Württemberg: Grã-Cruz da Coroa de Württemberg, 1882[111]
- Império do Japão: Colar da Ordem do Crisântemo, 16 de abril de 1902[112]
- Letônia: Grã-Cruz da Ordem de Lāčplēsis[113]
- Reino de Montenegro: Cavaleiro da Ordem de São Pedro de Cetinje
- Mônaco: Grã-Cruz da Ordem de São Carlos, 30 de dezembro de 1890[114]
- Império Persa: Ordem do Leão e do Sol, 1ª classe, 1902[115]
- Polônia:
  - Cavaleiro da Ordem da Águia Branca
  - Grã-Cruz da Virtuti Militari, 12 de dezembro de 1923[116]

- Reino de Portugal: Grã-Cruz da Ordem da Torre e Espada
- República Portuguesa: Grã-Cruz da Faixa das Três Ordens, 19 de julho de 1919[117]

- Reino da Romênia: Grã-Cruz da Ordem de Carlos I, com Colar, 1906[118]
- Império Russo: Cavaleiro da Ordem de Santo André [119]
- San Marino: Grã-Cruz da Ordem de San Marino, 11 de abril de 1889[120]
- Sião: Cavaleiro da Ordem da Casa Real de Chakri, 1 de junho de 1897[121]
- Reino da Espanha:
  - Cavaleiro do Tosão de Ouro, 2 de dezembro de 1878[122]
  - Grã-Cruz da Ordem de Carlos III, com Colar, 10 de dezembro de 1900[123]
- Espanha Franquista: Colar da Ordem Imperial do Jugo e Flechas, 1 de outubro de 1937[124]
- Reinos Unidos da Suécia e Noruega:
  - Ordem do Serafim, com Colar, 15 de abril de 1888[125]
  - Grã-Cruz de Santo Olavo, 19 de setembro de 1891[126]
- Reino Unido da Grã-Bretanha e Irlanda:
  - Ordem da Jarreteira, 3 de agosto de 1891[127] (retirado em 1941)
  - Destinatário do Real Colar Vitoriano, 18 de novembro de 1903[128] (retirado em 1941)
  - Grã-Cruz Honorária do Banho (militar), 1916 (retirado em 1941)
- Vaticano:
  - Santa Sé: Cavaleiro da Ordem Suprema de Cristo, 2 de janeiro de 1932[129]

## Títulos
- Rei da Itália
- Rei da Albânia
- Imperador da Etiópia
- Rei de Montenegro
- Rei de Sardenha

Estandarte do Rei da Itália

- Rei de Chipre, de Jerusalém e da Armênia
- Duque de Saboia
- Príncipe de Carignano
- Principe de Acaia
- Principe de Piemonte
- Principe de Oneglia
- Principe de Poirino
- Principe de Trino
- Príncipe e Vigário Perpétuo do Sacro Império Romano-Germânico
- Principe de Carmagnola
- Principe de Montmélian com Arbin e Francin
- Principe Oficial de justiça do ducado de Aosta
- Principe de Chieri
- Principe de Dronero
- Principe de Crescentino
- Principe de Riva di Chieri e Banna
- Principe de Busca
- Principe de Bene
- Principe de Bra
- Duque de Genova
- Duque de Monferrato
- Duque de Aosta
- Duque de Chiablese
- Duque de Genevese
- Duque de Brescia
- Duque de Piacenza
- Duque de Carignano Ivoy
- Marquês de Ivrea
- Marquês de Saluzzo
- Marquês de Susa e de Ceva
- Marquês de Maro
- Marquês de Oristano
- Marquês de Cesana,
- Marquês de Savona
- Marquês de Tarantasia
- Marquês de Borgomanero e Cureggio
- Marquês de Caselle
- Marquês de Rivoli
- Marquês de Pianezza
- Marquês de Govone
- Marquês de Salussola
- Marquês de Racconigi com Tegerone
- Marquês de Migliabruna e Motturone
- Marquês de Cavallermaggiore
- Marquês de Marene
- Marquês de Modane e de Lanslebourg
- Marquês de Livorno Ferraris
- Marquês de Santhià
- Marquês de Agliè
- Marquês de Centallo e Demonte
- Marquês de Desana
- Marquês de Ghemme
- Marquês de Vigone
- Marquês de Villafranca
- Conde de Moriana
- Conde de Genebra
- Conde de Nizza
- Conde de Tende
- Conde de Romont
- Conde de Asti
- Conde de Alexandria
- Conde de Goceano
- Conde de Novara
- Conde de Tortona
- Conde de Bobbio
- Conde de Soissons
- Conde do Império Francês
- Conde de Sant'Antioco
- Conde de Pollenzo
- Conte de Roquebrune
- Conte de Tricerro
- Conte de Viggiù
- Conte de Bairo
- Conte de Ozegna
- Conte de Barge
- Conte de Apertole
- Barão de Vaud e de Faucigny
- Grão-Senhor de Mônaco e de Menton
- Senhor de Vercelli
- Senhor de Pinerolo
- Senhor de Lomellina e Valle Sesia
- Homem Nobre e Patrício Veneto
- Patrício de Ferrara,
- Guardião do Santo Sudário